# 148P/Anderson-LINEAR
148P/Anderson-LINEAR, komet Jupiterove obitelji. 